# P-nitroanilina
4-Nitroanilina, p-nitroanilina o 1-amino-4-nitrobenzeno polvo de color amarillo o marrón C6H6N2O2. Es un compuesto químico orgánico, que consiste en un grupo fenilo unido a un grupo amino que es el camino a un grupo nitro. Este producto químico se usa comúnmente como un intermedio en la síntesis de colorantes, antioxidantes, productos farmacéuticos y gasolina, en peptizantes, medicamentos de aves de corral, y como un inhibidor de la corrosión. 

## Síntesis
Se produce industrialmente mediante la aminación de 4-nitroclorobenceno:
ClC6H4NO2 + 2 NH3 → H2NC6H4NO2 + NH4Cl
A continuación se muestra una síntesis de laboratorio de p-nitroanilina desde la anilina. El paso clave en esta secuencia de reacción es una sustitución electrófila aromática para instalar el grupo nitro para al grupo amino. Después de esta reacción, una separación se debe realizar para eliminar 2-nitroanilina, que también se formó en una pequeña cantidad durante la reacción.

## Aplicaciones
4-Nitroanilina se consume principalmente industrialmente como un precursor de la p-fenilendiamina, un colorante importante. La reducción se efectúa usando metal de hierro y por hidrogenación catalítica.
Es un material de partida para la síntesis de Para Red, el primer azoderivado:

## Toxicidad
El compuesto es tóxico a través de la inhalación, ingestión y absorción, y debe ser manejado con cuidado. Su LD 50 en ratas es de 750 mg/kg cuando se administra por vía oral. p-nitroanilina es particularmente perjudicial para todos los organismos acuáticos y puede causar daños a largo plazo para el medio ambiente si es liberado como un contaminante. 